# Henrique Garcia
Henrique Garcia (Lisboa, 7 de fevereiro de 1948 (77 anos)) é um jornalista português.

## Biografia
Apaixonou-se pela rádio no Liceu Camões. Depois esteve na rádio universidade e em 1978 foi trabalhar para a RDP.
Começa a colaborar no programa "Dito e Feito" da RTP apresentado por Joaquim Letria. Foi depois um dos apresentadores do programa "Informação 2" do 2.º Canal da RTP. 
Fundou a Rádio Gest onde estiveram nomes como Manuela Moura Guedes, Joaquim Letria, Rui Morrison, Artur Albarran, João Reis e Rita Guerra, que era a secretária, rececionista e telefonista.
Trabalhou na RTP até 2000. Entra na TVI no princípio de outubro de 2000 já na altura de José Eduardo Moniz. Foi depois o primeiro rosto da TVI 24.
Em 2018 foi despedido, pouco depois do seu 70.º aniversário.